# カミワザ・ワンダ SONG COLLECTION 〜ワンダナンダ!?〜
「カミワザ・ワンダ SONG COLLECTION 〜ワンダナンダ!?〜」（カミワザ・ワンダ・ソング・コレクション・ワンダナンダ）は、日本のテレビアニメ『カミワザ・ワンダ』発のスプリットシングル。

## 概要
- テレビアニメ『カミワザ・ワンダ』の主題歌と挿入歌が収録されている。
- 初回限定盤と通常盤の2形態で発売され、共に1曲目と2曲目のオープニング及びエンディングでのノンテロップ映像を収録したDVDが同梱された。また、初回限定盤のみスリーブケース仕様で特典としてSRカード「イベント限定第2弾 カミワザプロカ ターボミン」も同梱された。

## 収録曲
| #  | タイトル                                          | 作詞     | 作曲         | 編曲         |
| -- | ------------------------------------------------- | -------- | ------------ | ------------ |
| 1. | 「ワンダナンダ!?」(DAIGO)                         | DAIGO    | DAIGO        | 宅見将典     |
| 2. | 「サンバdeワンダ」(ワンダ（山口勝平）)            | 福田裕子 | 若林タカツグ | 若林タカツグ |
| 3. | 「カミワザプロミンず」(ワンダ（山口勝平）)        | 福田裕子 | 若林タカツグ | 若林タカツグ |
| 4. | 「ワンダナンダ!? (TVサイズ)」(DAIGO)              | DAIGO    | DAIGO        | 宅見将典     |
| 5. | 「サンバdeワンダ (TVサイズ)」(ワンダ（山口勝平）) | 福田裕子 | 若林タカツグ | 若林タカツグ |

### 解説
1. ワンダナンダ!?
『カミワザ・ワンダ』のために書き下ろされた楽曲。DAIGO曰く「タイトルやアニメに出てくるワードを惜しみなく使い振り切って制作した。」という[1][2]。
2. サンバdeワンダ
3. カミワザプロミンず
4. ワンダナンダ!? (TVサイズ)
5. サンバdeワンダ (TVサイズ)

## 参加ミュージシャン
- DAIGO：Vocal (#1,4)
- ワンダ（CV:山口勝平）：Vocal (#2,3,5)、Voice (#1,4)
- 宅見将典：Programming & All Instruments (#1,4)
- 若林タカツグ：Programming & Keyboards (#2,3,5)
- ユート（CV:國立幸）：Voice (#1,4)

## タイアップ
- TBSテレビ制作・TBS系列土曜朝枠テレビアニメ『カミワザ・ワンダ』前期オープニングテーマ (#1,4)
- TBSテレビ制作・TBS系列土曜朝枠テレビアニメ『カミワザ・ワンダ』前期エンディングテーマ (#2,5)
- TBSテレビ制作・TBS系列土曜朝枠テレビアニメ『カミワザ・ワンダ』挿入歌 (#3)